# Modello di Diamond-Dybvig
Il modello di Diamond-Dybvig è un modello teorico creato nel 1983 dai premi Nobel Philip H. Dybvig e Douglas Diamond, che si propone di spiegare le modalità attraverso cui si determina un fenomeno di run bancario (corsa agli sportelli), fornendo al contempo una rappresentazione teorica del meccanismo attraverso cui le banche creano liquidità. Il modello rappresenta ad oggi il punto di riferimento teorico per la spiegazione dei fenomeni considerati, e non a caso di esso sono state proposte varie riformulazioni successive.

## Formulazione semplificata di Cooper-Ross (1998)

### Ipotesi del modello
- il sistema economico è formato da {\displaystyle N} soggetti con avversione al rischio;
- i soggetti vivono in soli tre periodi (periodo 0, periodo 1, periodo 2);
- ogni soggetto dispone al tempo 0 di una sola unità monetaria (dotazione iniziale: 1);
- al tempo 0 nessun soggetto è interessato a consumare l'unità monetaria disponibile;
- nel sistema esistono solo due forme di investimento (al tempo 0): investimento liquido e investimento illiquido;
- l'investimento liquido può essere liquidato al tempo 1 con costi di liquidazione nulli e non offre rendimento al tempo 2, mentre l'investimento illiquido può essere liquidato (al tempo 1) con costi di liquidazione pari a {\displaystyle m} (per ogni unità di investimento liquidato) e se detenuto fino al tempo 2 offre un rendimento pari a {\displaystyle R} volte la quantità investita ({\displaystyle R>1});
- degli {\displaystyle N} soggetti una frazione {\displaystyle q} risulta impaziente, ovvero preferisce liquidare gli investimenti (liquidi e illiquidi) al tempo 1 piuttosto che attendere la remunerazione dell'investimento illiquido; la restante frazione {\displaystyle 1-q} degli {\displaystyle N} soggetti risulta invece paziente;
- il valore di {\displaystyle q} (e quindi di {\displaystyle 1-q}) è pubblicamente noto a partire dal tempo 0 (sia per la banca che per i soggetti);
- i soggetti scoprono di essere pazienti o impazienti solo al tempo 1;
- il consumo del soggetto da impaziente (al tempo 1) è pari a {\displaystyle C_{i}}, mentre il consumo del soggetto da paziente (al tempo 2) è pari a {\displaystyle C_{p}};
- {\displaystyle U(C_{i})} è la funzione di utilità del soggetto da impaziente, mentre {\displaystyle U(C_{p})} è la funzione di utilità del soggetto da paziente.

### Esposizione del modello
In assenza di banca ogni soggetto deve risolvere da solo il problema di allocare (al tempo 0) la propria unità monetaria tra investimenti illiquidi e investimenti liquidi; il problema consiste nella scelta delle quantità ottimali di investimenti liquidi e illiquidi, ovvero delle quantità che massimizzano l'utilità del soggetto.
L'utilità del soggetto può essere costruita come un'utilità ponderata rispetto alla probabilità di essere impaziente o paziente (dato che il soggetto al tempo 0 non sa ancora se apparterrà alla prima o alla seconda categoria):
{\displaystyle qU(C_{i})+(1-q)U(C_{p})}
Posto {\displaystyle t} l'investimento del soggetto in investimenti illiquidi, la restante quantità {\displaystyle 1-t} sarà destinata agli investimenti liquidi (al tempo 0 infatti i soggetti per ipotesi non consumano, ma decidono come investire le proprie disponibilità monetarie).
Il consumo da impaziente sarà dato da:
{\displaystyle C_{i}=(1-t)+(t-mt)=1-t+t-mt=1-mt}
(il soggetto impaziente al tempo 1 liquida l'investimento liquido {\displaystyle 1-t} e l'investimento illiquido {\displaystyle t}, pagando per quest'ultimo un costo di liquidazione pari a {\displaystyle mt})
Il consumo da paziente sarà dato da:
{\displaystyle C_{p}=(1-t)+tR}
(il soggetto paziente ottiene al tempo 2 il risultato dell'investimento liquido {\displaystyle 1-t} e il risultato dell'investimento illiquido {\displaystyle tR})
Il vincolo di bilancio (in condizioni di autarchia, ovvero in assenza di banca) si otterrà quindi combinando le formule per {\displaystyle C_{i}} e per {\displaystyle C_{p}} (considerando che {\displaystyle 0<t<1}).
La massimizzazione dell'utilità (rispetto a {\displaystyle t}) dovrà rispettare il vincolo di bilancio del soggetto, ovvero il punto in cui si massimizza l'utilità dovrà trovarsi sulla retta che esprime il vincolo di bilancio.
In presenza di banca i soggetti possono aggregarsi per risolvere insieme il problema di liquidità, dato che la banca custodisce la ricchezza depositata, fornendo liquidità al tempo 1 ai soggetti impazienti e remunerando l'investimento al tempo 2 ai soggetti pazienti; depositando denaro presso la banca è come se i soggetti stipulassero un contratto di mutua assicurazione contro il rischio di illiquidità.
In questo caso il problema di allocare in maniera ottimale le disponibilità monetarie spetta alla banca.
La funzione di utilità del soggetto non subisce cambiamenti.
La banca investe (al tempo 0) in investimenti illiquidi la porzione {\displaystyle t} della disponibilità monetaria di ciascun depositante, ottenendo  (al tempo 2) {\displaystyle N} volte il rendimento {\displaystyle tR}, che poi distribuirà tra gli {\displaystyle N_{p}} soggetti pazienti; di conseguenza il consumo da pazienti sarà pari a:
{\displaystyle C_{p}={\frac {N(tR)}{N_{p}}}={\frac {tR}{1-q}}}
La banca accantona (al tempo 0) in investimenti liquidi la porzione {\displaystyle 1-t} della disponibilità monetaria di ciascun depositante, ottenendo un accantonamento totale pari a {\displaystyle N(1-t)}, che poi distribuirà (al tempo 1) tra gli {\displaystyle N_{i}} soggetti impazienti; di conseguenza il consumo da impazienti sarà pari a:
{\displaystyle C_{i}={\frac {N(1-t)}{N_{i}}}={\frac {1-t}{q}}}
Il vincolo di bilancio (in presenza di banca) si otterrà combinando le formule per {\displaystyle C_{i}} e per {\displaystyle C_{p}} (considerando che {\displaystyle 0<t<1}).
La massimizzazione dell'utilità (rispetto a {\displaystyle t}) dovrà rispettare il vincolo di bilancio del soggetto, ovvero il punto in cui si massimizza l'utilità dovrà trovarsi sulla retta che esprime il vincolo di bilancio; in questo caso la retta di bilancio si troverà sempre più a destra rispetto a quella determinata in condizioni di autarchia, ovvero i soggetti otterranno un'utilità maggiore grazie alla presenza della banca.
In presenza di banca è però presente il rischio di corsa agli sportelli, che si determina quando alcuni soggetti pazienti avvertono la possibilità che altri soggetti pazienti possano cominciare a comportarsi da impazienti, chiedendo la restituzione dei depositi nel periodo intermedio; il timore che la banca possa perdere la capacità di pagare nel periodo finale e che possa non essere in grado nemmeno di rimborsare tutti i depositanti nel periodo intermedio spinge tali soggetti pazienti a comportarsi da impazienti, generando una reazione a catena che coinvolge altri soggetti pazienti, fino a scatenare una crisi di liquidità per la banca e il conseguente fallimento.